# Холод, Артём Олегович
Артём Олегович Холод (укр. Артем Олегович Холод ; род. 22 января 2000, Харьков) — украинский футболист, полузащитник болгарского клуба «Черноморец» (Бургас).

## Клубная карьера
Воспитанник академии харьковского «Металлиста», в которой занимался с девяти лет (первый тренер — Евгений Назаров). В чемпионате ДЮФЛУ провел за харьковчан 56 матчей, в которых отличился 25 голами. В 2016 году был признан лучшим полузащитником финального турнира чемпионата ДЮФЛУ U-16.
После расформирования ФК «Металлист» летом 2016 провел один матч в чемпионате Харьковской области за любительский СК «Металлист». Осенью того же года начал заниматься в академии донецкого «Шахтёра», за который выступал в чемпионате ДЮФЛУ, а также в юношеском (U-19) и молодежном чемпионатах Украины. Кроме этого, в 2017—2018 годах провел в составе «Шахтёра» 10 матчей в Юношеской лиге УЕФА. Привлекался к тренировкам главной команды «горняков». 9 октября 2019 вышел в стартовом составе первой команды «Шахтёра» в товарищеской игре против «Оболони-Бровар» (2:0) и на 22-й минуте открыл счет в матче.
Летом 2020 года вернулся в Харьков, став игроком «Металлиста 1925» на условиях аренды из «Шахтёра». Дебютировал на профессиональном уровне 5 сентября 2020 в матче Первой лиги против тернопольской «Нивы» (1:1), выйдя на замену вместо Антона Савина на 79-й минуте игры. Единственный гол за харьковчан забил 30 ноября 2020 в матче второго круга чемпионата против того же соперника, тернопольской «Нивы» (2:1), открыв счет на 19-й минуте игры. В этом матче Холод также отдал голевую передачу на Дерека. После окончания срока аренды 15 июля 2021 прекратил сотрудничество с харьковским клубом.
8 августа 2022 года Холод подписал контракт с американским клубом «Эль-Пасо Локомотив» из Чемпионшипа ЮСЛ на оставшуюся часть сезона 2022. За «Локомотив» дебютировал 20 августа 2022 года в матче против «Сан-Диего Лойал», выйдя на замену вместо Рикардо Закариаса на 77-й минуте. 26 октября 2022 года Холод перезаключил контракт с «Эль-Пасо Локомотив» на сезон 2023. 3 июля 2023 года Холод покинул «Эль-Пасо Локомотив» по обоюдному согласию сторон.
В сентябре 2023 года Холод подписал контракт с болгарским клубом «Черноморец» (Бургас).

## Карьера в сборной
В 2016 году, будучи игроком «Металлиста», начал привлекаться в сборную Украины 2000 года рождения. В ее составе участвовал, в частности, в матчах XIII Международного турнира памяти Виктора Банникова, международных турнирах «Кубок Сиренко» в Польше и «Кубок развития» в Беларуси, на котором забил три гола. Провел четыре игры в отборе на Чемпионат Европы U-17 в 2017 году. В финальной части Евро-2017 в Хорватии сыграл в двух из трех матчей сборной Украины U-17. Оба раза Холод выходил на замену, в поединке против Норвегии (2:0) отличился голом. Всего в составе сборной U-16/U-17 провел 20 официальных матчей, в которых забил шесть мячей. Также провел 5 матчей (2 гола) за сборную Украины U-19, в том числе 2 матча (1 гол) в отборе к Чемпионату Европы U-19 в 2020 году.